# Hôtel Fontaine
L'hôtel Fontaine est une maison construite par François Le Cœur dans le 14e arrondissement de Paris pour André Fontaine, inspecteur général de l'Instruction publique et historien d'art.

## Histoire
L'édifice, dit Hôtel Fontaine, est situé au centre d'un jardin entouré de pavillons. Il est réalisé en béton armé avec des façades, très dépouillées, en brique creuse.
L'immeuble est inscrit sur la liste des monuments historiques en de 1984 (façades et toiture).

## Localisation
L'hôtel est situé dans le 14e arrondissement de Paris, au 83 avenue Denfert-Rochereau.